# روبر فاتح
روبر فاتح (به فرانسوی: Robur-le-Conquérant) رمانی علمی تخیلی از ژول ورن نویسنده شهیر فرانسوی است که توسط انتشارات پیر-ژول اتزل در سال ۱۸۸۶ منتشر شد.
دنباله این رمان، رمان صاحب جهان است که در سال ۱۹۰۴ منتشر شد.